# Брун (дворянский род)
Брун (фин. Bruun) — дворянский род.

## Происхождение и история рода
Высочайшим указом, от 15/27 мая 1883 года, министр-статс-секретарь Великого Княжества Финляндского, тайный советник Фёдор Антонович Брун (1821—1888) возведен, с нисходящим его потомством, в баронское достоинство Великого Княжества Финляндского.
Род его внесен, в 1884 году, в матрикул Рыцарского Дома Великого Княжества Финляндского, в число родов баронских под № 56.

## Описание герба
В голубом поле щита, обложенного золотым шнуром, стоящий на задних лапах серебряный обращённый вправо лев, опёршийся передней правой лапой на серебряный же якорь с анкерштоком.
Щит увенчан дворянскими шлемом и короной на коей таковой же якорь. Намёт на щите голубой, подложенный серебром. Под щитом на голубой ленте надпись «TENAX PROPOSITI».